# گمینا کوژنتنگک
گمینا کوژنتنگک (به لهستانی:  Gmina Kurzętnik) یک گمینا در لهستان است که در شهرستان نووه میاستو واقع شده‌است. گمینا کوژنتنگک ۱۴۹٫۸۶ کیلومتر مربع مساحت و ۱٬۶۵۸٬۰۰۰٬۴۶۸٫۱ نفر جمعیت دارد.